# Харитоновская (Сямженский район)
Харитоновская — деревня в Сямженском районе Вологодской области.
Входит в состав Раменского сельского поселения, с точки зрения административно-территориального деления — в Раменский сельсовет.
Расстояние по автодороге до районного центра Сямжи — 43 км, до центра муниципального образования Раменья — 1 км. Ближайшие населённые пункты — Лодыженская, Раменье, Опариха.
По переписи 2002 года население — 23 человека (14 мужчин, 9 женщин). Всё население — русские.